# 2151 Hadwiger
2151 Hadwiger è un asteroide della fascia principale. Scoperto nel 1977, presenta un'orbita caratterizzata da un semiasse maggiore pari a 2,5617812 UA e da un'eccentricità di 0,0574016, inclinata di 15,46592° rispetto all'eclittica.